# Nyanzaseglare
Nyanzaseglare (Apus niansae) är en fågel i familjen seglare.

## Underarter
Arten delas in i två underarter med följande utbredning:
- Apus niansae niansae: förekommer från Eritrea och Etiopien ner till östra Uganda, västra Kenya och norra Tanzania
- Apus niansae somalicus: förekommer i norra Somalia och angränsande Etiopien

## Status
Arten har ett stort utbredningsområde och beståndet anses vara stabilt. Internationella naturvårdsunionen IUCN listar den därför som livskraftig (LC).

## Namn
Fågelns svenska och vetenskapliga artnamn syftar på Nyanza, Victoriasjön på språket Kinyarwanda och flera andra bantuspråk.